# Yannis Goumas
Yannis Goumas (grekiska: Γιάννης Γκούμας), född 24 maj 1975 i Larissa, Grekland, är en grekisk fotbollstränare och före detta spelare (mittback). Han spelade hela sin karriär i Panathinaikos FC där han mellan 1994 och 2009 spelade 277 ligamatcher, vann ligan tre gånger (1995, 1996 och 2004) och den grekiska cupen tre gånger (1994, 1995 och 2004). Goumas debuterade i det grekiska landslaget 1997 och spelade 45 landskamper innan han slutade i landslaget 2007. Han var med och vann Greklands första EM-guld vid EM 2004.

## Meriter
Panathinaikos
- Grekiska Superligan: 1995, 1996, 2004
- Grekiska cupen: 1994, 1995, 2004

Grekland
- EM-Guld: 2004